# Mordecai Roshwald
Mordecai Marceli Roshwald (Drohobyč, 26 maggio 1921 – Silver Spring, 19 marzo 2015) è stato uno scrittore e autore di fantascienza statunitense d'origine ucraina, ricordato soprattutto per le sue opere fantascientifiche tradotte in più lingue.

## Biografia
Nato nel 1921 a Drohobyč da genitori ebrei, ha insegnato dal 1951 al 1955 all'Università Ebraica di Gerusalemme e all'Università del Minnesota dal 1972 al 1984.
Nel 1959 ha pubblicato il romanzo di fantascienza Livello 7 al quale ha fatto seguito Apocalisse tascabile nel 1962, alcune opere di saggistica e racconti apparsi in riviste e antologie.
Roshwald è stato "professore emerito di materie umanistiche all'Università del Minnesota e visiting professor in varie università nel mondo."
È morto a Silver Spring (Maryland) il 19 marzo 2015 a causa di una polmonite e di un'infezione.

## Opere

### Romanzi
- Livello 7 (Level 7, 1959); traduzione di Beata Della Frattina, Milano, Mondadori, 1960 Urania N. 221.
- Apocalisse tascabile (A Small Armageddon, 1962); traduzione di Flora Staglianò Milano, Mondadori, 2008 Urania N. 1539.

### Saggi
- Political and Social Classes in Israel (1956)
- Moses (1970)
- Modern Technology (1997)
- The Transient and the Absolute (1999)
- Liberty (2000)
- The Half-Truths by Which We Live (2006)
- Biblical Revisions and Para-Biblical Visions (2008)
- Dreams and Nightmares (2008)